# Burjánfalva
Burjánfalva (Buruienești) település Romániában, Moldvában, Neamț megyében.

## Fekvése
A Szeret folyó bal partján, Románvásártól északra fekvő település.

## Története
Burjánfalva a 18. században keletkezett.
Nevét 1761-ben említette először oklevél. A falu lakói rezesek (szabad parasztok), akik a 19. század elején még valamennyien magyarok voltak.
Burjánfalvának 1842-ben 528, 1898-ban 971, 1930-ban 747 lakosa volt.

## Nevezetességek
- Római katolikus temploma - a 19. században épült, Szent József tiszteletére. A templom 1872-ben leégett, 1875-ben építettek új kőtemplomot, melyet 1937-ben kibővítettek és felújítottak.